# RTF Télévision
Ne doit pas être confondu avec ORTF.
RTF Télévision, également simplement désignée Télévision française, puis intitulée Première chaîne de la RTF après la création d'une deuxième chaîne RTF en septembre 1959, est une ancienne chaîne de télévision généraliste nationale française de la Radiodiffusion-télévision française diffusée du 9 février 1949 au 24 juillet 1964.
Cette chaîne fait suite à différentes formules et sociétés de télévision successives, couvrant dans un premier temps uniquement la région parisienne, dont Radiovision-PTT en 1935, Radiodiffusion nationale Télévision en 1937, Fernsehsender Paris en 1943 sous occupation allemande; elle devient RDF Télévision française puis est nommée RTF Télévision en 1944, avant de devenir la Première chaîne de l'ORTF en 1964. Depuis son lancement en 1949, la chaîne exploite le noir et blanc en haute définition 819 lignes. 

## Histoire de la chaîne

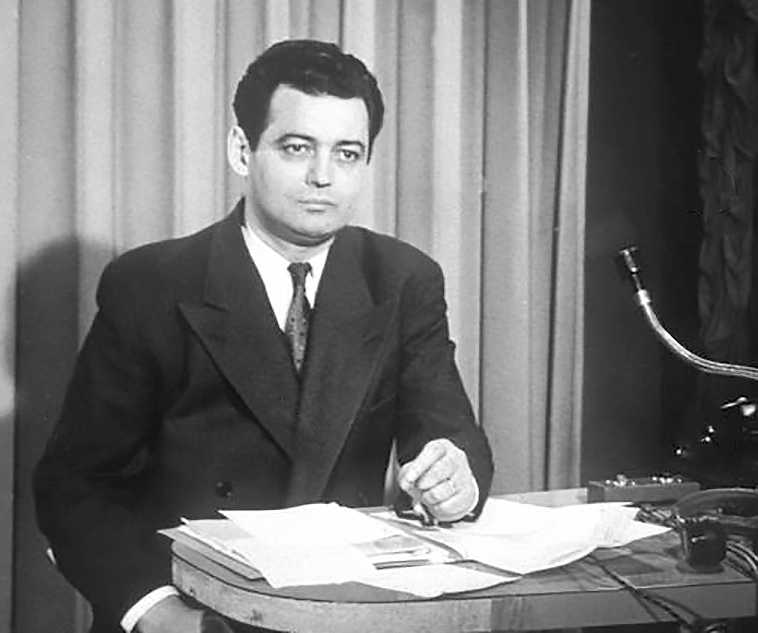
En 1949, Pierre Sabbagh présente le premier journal quotidien.

Le 9 février 1949, la Radiodiffusion française (RDF) devient la Radiodiffusion-télévision française (RTF) afin de souligner l'importance du développement de la télévision au sein la société nationale. RDF Télévision française prend alors le nom de RTF Télévision et s'incarne au travers du visage de Jacqueline Joubert, première speakerine recrutée par concours pour annoncer les programmes de la RTF Télévision dès le 25 mai 1949. Ainsi, c'est elle qui annonce aux téléspectateurs le 29 juin 1949 la diffusion à la Télévision française du premier journal télévisé au monde, créé et dirigé par Pierre Sabbagh. Pour accompagner l'essor de ce nouveau média, le gouvernement Henri Queuille étend la perception de la redevance aux récepteurs de télévision par la loi du 30 juillet. Ces derniers sont taxés à 3000 anciens francs pour les particuliers et à 6000 anciens francs dans les lieux publics. Le 15 décembre 1949, Catherine Langeais devient la troisième speakerine de RTF Télévision, recrutée pour présenter les émissions diffusées dans le nouveau standard haute définition en 819 lignes qui démarrent le même jour, tandis que celles en 441 lignes, prévues pour durer jusqu'en 1958, continuent d'être présentées par Jacqueline Joubert et Arlette Accart. Deux programmes différents regroupant les mêmes émissions sont donc diffusés simultanément sur Paris, les émissions à base de films étant diffusées à des moments différents sur les deux réseaux de manière que l'on puisse utiliser une seule bobine de film sur deux télécinémas de définitions différentes. Seules les émissions en direct sont filmées par deux caméras dans les deux définitions et diffusées en même temps, ce qui oblige la RTF à utiliser un double équipement en studio, ce qui est extrêmement encombrant et coûteux.
En février 1952, Télé Lille, première station régionale de télévision émettant de façon autonome depuis le 10 avril 1950, devient le premier relais de l'émetteur parisien de RTF Télévision hors de la région parisienne, à la suite de l'installation du premier faisceau hertzien de télévision entre Paris et Lille. RTF Télévision cesse d'être une chaîne de télévision parisienne pour devenir une chaîne nationale. Télé-Lille conserve tout de même quelques émissions propres diffusées avant ou en décrochage du programme national. Ce relais technique lillois permet la mise en place le 9 juillet 1952 de la première émission internationale de télévision en direct organisée par la RTF et la BBC et intitulée La Semaine franco-britannique, dans laquelle Catherine Langeais souhaite la bienvenue aux téléspectateurs de BBC Television Service. Les deux diffuseurs publics ont réussi à régler le problème de conversion de leurs standards de diffusion (405 lignes au Royaume-Uni, 441 lignes et 819 lignes en France) grâce au tout nouveau convertisseur de définition mis au point par Delbord (une caméra 405 lignes reprend l'image d'un moniteur 819 lignes à tube cathodique spécifique), qui permet ensuite à RTF Télévision d'unifier ses programmes sur ses deux réseaux 441 lignes et 819 lignes (une caméra 441 lignes reprenant l'image d'un moniteur 819 lignes à tube cathodique spécifique) et de pouvoir aussi se débarrasser des encombrantes caméras 441 lignes. Alors que depuis la mise en service de l'émetteur en 819 lignes, l'émetteur en 441 lignes se limite alors à diffuser des films, des kinéscopes (émissions filmées) et des directs de plateau, les mêmes programmes peuvent dorénavant être vus simultanément par tous les téléspectateurs français dès le 17 juillet 1952, en particulier les grands directs sportifs. En utilisant pour la première fois la télévision pour présenter ses vœux aux Français en direct du Palais de l'Élysée le 31 décembre 1952, le président de la République Vincent Auriol inaugure une longue tradition.
La semaine franco-britannique de 1952 ayant permis de lever toutes les contraintes techniques, RTF Télévision peut retransmettre les images du couronnement de la souveraine britannique Élisabeth II, filmées en direct de l’abbaye de Westminster par la BBC et diffusées dans six pays d'Europe de l'Ouest, véritable déclencheur de l’engouement des Français pour la télévision. Ce 2 juin 1953, tout Paris est devant les quelques écrans privés ou publics ou devant les vitrines des marchands de postes de télévision pour voir ici ce qui se passe au même moment à Londres. Le 25 décembre 1953, des relais hertziens relient Paris à Strasbourg et permettent à Télé-Strasbourg, qui émet depuis le 15 octobre, de devenir le second relais de RTF Télévision sur le territoire national. Le 31 décembre, l'Assemblée nationale vote un plan de développement de cinq ans pour la télévision. Alors que la France ne compte que 3 794 postes de télévision en 1950, le nombre de téléviseurs passe de 59 971 en 1953 à 125 088 en 1954, soit 1 % des ménages français. Le système d'échange de programmes, baptisé Eurovision, débute le dimanche 6 juin 1954 avec la retransmission en direct et en simultané dans dix-huit pays européens de la fête des Narcisses de Montreux. L'ouverture des émetteurs de Télé-Marseille le 20 septembre 1954 et de Télé-Lyon le 8 novembre 1954 vient compléter le réseau de diffusion national de RTF Télévision. Chaque station régionale de la RTF diffuse ses programmes en décrochage de l'antenne nationale de RTF Télévision de 19 h à 20 h 30 à partir de septembre 1954.
La première campagne télévisée pour les élections législatives se déroule du 20 au 30 décembre 1955. Le 3 janvier 1956 marque la fin prématurée de l'exploitation en 441 lignes; l'émetteur Telefunken de la Tour Eiffel, dont l'obsolescence n'a pu lui permettre de supporter la longue soirée d'élection est victime d'un incendie. L'arrêt de l'émetteur en 441 lignes étant initialement prévu en 1958, sa coûteuse reconstruction est abandonnée au profit d'une indemnisation des téléspectateurs pour leur permettre l'achat d'un poste récepteur en 819 lignes. En avril et mai 1956, le président du Conseil Guy Mollet reçoit les caméras de télévision pour la première fois à l'hôtel Matignon lors d’un entretien conduit par Pierre Sabbagh. La publicité sans marque ou « propagande collective d'intérêt général » est introduite à la télévision en 1959. Le 25 décembre 1959, RTF Télévision s'offre pour Noël une horloge futuriste, à l'image de son nouveau logo, afin de fêter l'approche du 1 500 000e téléspectateur. Cette horloge, d'un graphisme extrêmement clair et s’inscrivant parfaitement dans la forme de l’écran de la télévision, est conçue par Christian Houriez pour ouvrir et ponctuer les programmes.
L'attrait des Français pour la télévision ne cesse de croître, passant de 6,1 % des ménages équipés en poste de télévision en 1957 à 13,1 % en 1960. Le 29 janvier 1960, le téléfilm L'Exécution provoque l'indignation car Nicole Paquin y apparait nue de dos pendant quelques secondes. Le carré blanc est alors créé pour signaler un programme jugé inapproprié pour le jeune public. Il sera utilisé la première fois le 26 mars 1960, lors de la diffusion du film Riz amer avec Silvana Mangano.
Le premier essai de retransmission de télévision en Mondovision par le satellite Telstar a lieu le 11 juillet 1962 entre les radômes d'Andover aux États-Unis et de Pleumeur-Bodou en Bretagne.
Face à la fréquence des grèves au sein de l'établissement public et à des enquêtes d'opinion menées auprès des téléspectateurs, le gouvernement et la direction de la RTF décident de procéder à une série de réformes dès 1963. La première d'entre elles concernant la télévision a lieu en avril 1963 avec les Actualités télévisées dans lesquelles la priorité absolue est donnée à l'image par rapport aux commentaires du présentateur, de manière à laisser le téléspectateur juge de l'événement. La seconde réforme consacre la décentralisation des émissions de télévision par la multiplication des journaux télévisés régionaux diffusés chaque soir en décrochage du programme national et produits par les Centres d’Actualités Télévisés (CAT) implantés dans chacune des grandes régions économiques. La dernière réforme est l'institution à la télévision d'un programme minimum en cas de grève.
En mai 1962, la RTF obtient les crédits nécessaires du gouvernement pour la mise en place d'une deuxième chaîne de télévision qui émet pour la première fois de façon expérimentale le 21 décembre 1963 sous le nom de RTF Télévision 2 sur le canal 22 UHF de l'émetteur de la Tour Eiffel. La diffusion quotidienne d'un programme complémentaire de celui diffusé par RTF Télévision, et offrant aux téléspectateurs la possibilité d'effectuer un choix de programme entre les deux chaînes, débute le 18 avril 1964. L'ancienne chaîne unique prend alors par rétronymie le nom usuel de Première chaîne, mais le sigle ne change pas, tandis que la deuxième chaîne de la RTF incite les téléspectateurs à s’équiper en récepteurs et antennes compatibles avec le nouveau standard européen à 625 lignes norme L.
Les réformes de la RTF s'achèvent par la loi no 64-621 du 27 juin 1964 qui remplace la Radiodiffusion-télévision française par l'Office de radiodiffusion télévision française (ORTF) dont le statut gagne en autonomie en n'étant plus placée que sous la tutelle du ministère de l'Information afin de contrôler le respect de ses obligations de service public. RTF Télévision ferme son antenne le vendredi 24 juillet 1964 en fin de soirée et laisse la place le lendemain à la première chaîne de l'ORTF.

## Identité visuelle
Du 22 juillet 1949 au 3 février 1959, l'indicatif d'ouverture d'antenne de RTF Télévision est constitué d'une mire à tête de Minerve avec comme fond musical Le Carnaval romain d'Hector Berlioz.
À l'image du nouveau logo de la RTF, le logo et l'indicatif d'ouverture d'antenne de RTF Télévision sont modifiés le 4 février 1959. Le nouvel indicatif d'ouverture d'antenne de RTF Télévision s'anime désormais d'un enchevêtrement d'ellipses, évoquant aussi bien des ondes radioélectriques que le système solaire ou la course d'un électron dans un univers fermé, qui finissent par s'ordonner en trois ellipses horizontales sur lesquels apparaissent les trois lettres R, T et F puis la mention Télévision. Le fond musical est celui de la Fanfare pour le Carrousel Royal de Jean-Baptiste Lully.

### Logos

Logo de RTF Télévision du 9 février 1949 au 3 février 1959.
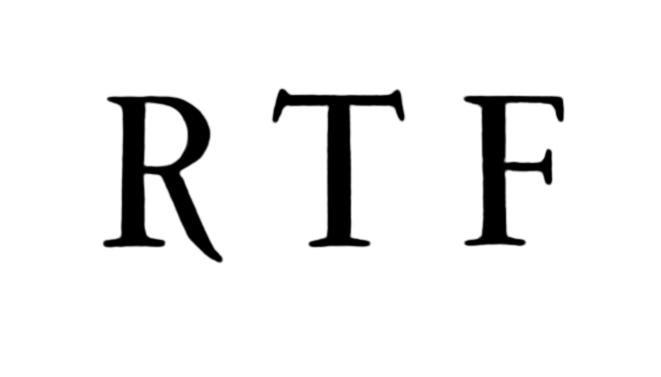
Logo alternatif de la RTF de 1949 à 1959.
Logo de RTF Télévision du 4 février 1959 au 24 juillet 1964.

## Organisation

### Capital
RTF Télévision est un service de la société nationale de la Radiodiffusion-télévision française qui devient un établissement public à caractère industriel et commercial le 4 février 1959. Le capital de la RTF est détenu à 100 % par l'État.

### Sièges
La direction générale de la Radiodiffusion-télévision française siège d'abord dans les locaux du ministère de l'Information au 36 avenue de Friedland, dans le 8e arrondissement de Paris. Les services généraux sont situés au 107 rue de Grenelle. Ils sont tous regroupés le 14 décembre 1963 dans la nouvelle « Maison » de la RTF au 116 avenue du Président-Kennedy, dans le 16e arrondissement de Paris.
La direction de la télévision, les studios, régies et locaux techniques sont répartis entre les huit étages du Centre Alfred Lelluch, situé au 13-15 rue Cognacq-Jay dans le 7e arrondissement, et les vastes studios modernes des Buttes Chaumont au 36 rue des Alouettes, reconstruits en 1953 à la place des anciens studios Gaumont que la RTF a rachetés en décembre 1951, qui produisent la quasi-totalité des programmes diffusés.

## Programmes
RTF Télévision diffuse ses programmes en journée de 13 h à 14 h et le soir à partir de 19 h. Les programmes durent au total de 2h30 à 3h00 par jour en semaine (hors diffusion de la mire), avec des émissions supplémentaires le dimanche (comme la messe) et le jeudi après-midi pour les enfants. Afin de permettre au personnel de partir en congés, aucun programme n'est diffusé durant le mois d'août, les émissions s'arrêtant fin juillet à l'issue de la diffusion de l'arrivée du Tour de France cycliste et reprenant début septembre.

### Émissions
Dotée de davantage de moyens, RTF Télévision ne cesse d'innover en mettant à l'antenne dès la rentrée 1949 des émissions aux thématiques nouvelles et variées touchant tous les domaines de la vie. Le premier journal télévisé est diffusé le 29 juin 1949, sous la direction de Pierre Sabbagh qui en est le concepteur et l'un des commentateurs assisté d'une équipe composée de Georges de Caunes, Jacques Sallebert, Pierre Dumayet et Pierre Tchernia. À partir de la rentrée 1949, la télévision s’offre une série de grandes premières : le journal télévisé devient quotidien dès le 2 octobre, puis biquotidien en novembre, et la première émission religieuse régulière est à l'antenne chaque dimanche matin dès le 9 octobre  à l'initiative du père Pichard et la première émission enfantine, Les Aventures de Télévisius, de Christian Delanault, fait son apparition en octobre. La première pièce de théâtre diffusée en direct à la télévision est Le Jeu de l'amour et du hasard réalisée par Claude Barma le 24 février 1950 depuis la Comédie-Française. Le 5 juin, le premier jeu télévisé avec Voulez-vous jouer avec nous ? , présenté par Jean Thévenot. Pour la première fois, le défilé militaire du 14 juillet est retransmis en direct des Champs-Élysées, commenté par Claude Darget. La finale de la coupe de France de football opposant Nice à Bordeaux est le premier match à être intégralement retransmis en direct à la télévision française le 4 mai 1952.
Le rythme de création d'émissions nouvelles s'accélère sous l'impulsion de Jean d'Arcy. 36 chandelles, première grande émission de divertissement régulière diffusée en direct depuis des grandes scènes parisiennes et présentée par Jean Nohain, apparaît dès le 27 octobre 1952. L'actualité cinématographique obtient son magazine hebdomadaire le 20 octobre 1953 avec La Séquence du spectateur, présentée par Catherine Langeais. Suivent les autres premières à la télévision et le lancement de la première émission culinaire, Art et magie de la cuisine, présentée par Catherine Langeais et le chef cuisinier Raymond Oliver. Le 11 mars 1954 démarre une autre grande émission de divertissement créée par Gilles Margaritis, La Piste aux étoiles, émission consacrée au cirque et présentée par Pierre Tchernia, puis Roger Lanzac. Le 13 juin, les 24 Heures du Mans sont retransmises pour la première fois à la télévision. Pierre Tchernia, Jacques Grello et Robert Rocca présentent la première émission d'actualité satirique, La Boîte à sel, dans laquelle de nombreux acteurs comiques participent aux sketches. André Castelot, Alain Decaux et Stellio Lorenzi proposent de revisiter les grandes heures de l'Histoire dans Énigmes de l'histoire qui devient La caméra explore le temps l'année suivante. Le journal télévisé est fixé à 20 h en 1957. En janvier 1959, les journalistes Pierre Desgraupes, Pierre Dumayet et Igor Barrère mettent à l'antenne le premier grand magazine d'information, Cinq colonnes à la une. Consécutivement, deux nouvelles émissions dominicales de divertissement font leur apparition, Télé Dimanche, créée en janvier par Raymond Marcillac, et Discorama, lancée en février par Denise Glaser pour traiter de l'actualité de la chanson, du disque, du théâtre et de la découverte des nouveaux talents. La première retransmission d'une course de Formule 1 a eu lieu à Monaco le 10 mai 1959.
Maurice Brunot crée en 1960 Le Petit Train rébus remplacé en 1963 par Le Petit Train de la mémoire comme interlude pour faire patienter les téléspectateurs en cas de problème technique ou lorsque les programmes sont en avance sur l'horaire prévu. Chaque wagon présente le fragment d'un rébus. En mai, une nouvelle émission de variétés sur la musique yé-yé est proposée à la jeunesse, Âge tendre et tête de bois, présentée par Albert Raisner. L'inusable jeu de l'été, Intervilles, dans lequel s'opposent deux villes françaises dans des épreuves fantaisistes et sportives, est créé en juillet 1962 par Guy Lux et Pierre Brive.

### Séries
Voici une liste de séries, classées par origine et ordre de diffusion, qui ont été diffusées sur RTF Télévision :
Séries françaises
- L'Agence Nostradamus (9 octobre 1950)
- Les Aventures de Jacky (1952)
- Les Enquêtes du commissaire Prévost (1955)
- Énigmes de l'histoire (22 mai 1956)
- La Famille Anodin (6 juillet 1956)
- La caméra explore le temps (14 septembre 1957)
- Le Tour de France par deux enfants (3 novembre 1957)
- Les Cinq Dernières Minutes (1er janvier 1958)
- La Belle Équipe (1958)
- Les Aventures d'Oscar (26 février 1959)
- Ciné Policier (1959)
- Le Temps des copains (16 octobre 1961)
- Poly (21 décembre 1961)
- Bonne nuit les petits (12 décembre 1962)
- Janique Aimée (4 février 1963)
- Thierry la Fronde (3 novembre 1963)
- Bayard (16 janvier 1964)

Séries américaines
- Aigle noir (30 septembre 1957)
- Rintintin (16 février 1958)
- Alfred Hitchcock présente (12 juillet 1959)
- Les Aventures de Kit Carson (16 mars 1960)
- Sherlock Holmes (16 septembre 1960)
- La Flèche brisée (22 octobre 1960)
- Papa a raison (23 octobre 1960)
- Aventures dans les îles (11 février 1961)
- Circus Boy (29 juillet 1961)
- Dobie Gillis (21 octobre 1961)
- Les Hommes volants (2 octobre 1962)
- Au nom de la loi (25 mai 1963)
- Denis la petite peste (11 juillet 1963)
- Les Incorruptibles (5 janvier 1964)
- La Grande Caravane (26 juin 1964)

Séries britanniques
- Les Aventures du colonel March (5 juin 1957)
- Ivanhoé (11 avril 1959)
- Destination Danger (7 janvier 1961)
- Le Chevalier Lancelot (21 octobre 1961)
- Guillaume Tell (30 juin 1962)
- L'Homme invisible (6 octobre 1962)

### Présentateurs et animateurs
- Pierre Bellemare (1954-1964)
- Georges de Caunes (1956-1962)
- Jacqueline Caurat (1961-1964)
- Jacques Chabannes (1949-1964)
- Maïté Célérier de Sannois (1949-1964)
- Robert Clarke (1962-1964)
- Pierre Corval (1954-1956)
- Roger Couderc (1954-1961)
- Claude Darget (1952-1964)
- Pierre Dumayet (1953-1964)
- Pierre Desgraupes (1953-1964)
- Roger Féral (1949-1964)
- Max-Pol Fouchet (1953-1964)
- Simone Garnier (1962-1964)
- Jacques Grello (1955-1960)
- Jacqueline Joubert (1952-1964)
- Pierre de Lagarde (1962-1964)
- Étienne Lalou (1957-1960)
- Robert Lamoureux (1952-1960)
- Catherine Langeais (1953-1964)
- Roger Lanzac (1962-1964)
- Odette Laure (1960-1964)
- André Leclerc (1960-1964)
- Pierre Louis (1960-1964)
- Guy Lux (1962-1964)
- Jacques Mancier (1961-1964)
- Raymond Marcillac (1959-1964)
- Aimée Mortimer (1956-1963)
- Noële Noblecourt (1959-1964)
- Jean Nohain (1952-1964)
- Raymond Oliver (1954-1964)
- Albert Raisner (1961-1964)
- Robert Rocca (1955-1960)
- Pierre Sabbagh (1956-1964)
- Pierre Sainderichin (1960-1964)
- Henri Spade (1952-1960)
- Pierre Tchernia (1955-1962)
- Léon Zitrone (1962-1964)

### Journalistes
- Danièle Breem
- Henri Cabrières
- Robert Chapatte (1959-1963)
- Georges de Caunes (1949-1964)
- Maïté Célérié de Sannois
- Claude Darget (1954-1963)
- Roger Debouzy
- Jacques Donot
- Michel Droit (1958-1961)
- Pierre Dumayet (1949-1954)
- Jean Fèvre
- François Gerbaud (1963-1964)
- Claude Joubert
- François de La Grange (1959-1963)
- Raymond Marcillac (1959-1963)
- Joseph Pasteur (1959-1963)
- Fernand Pelatan
- Jean Quittard
- Pierre Sabbagh (1949-1954)
- Claude-Henri Salerne
- Jacques Sallebert (1949-1962)
- Micheline Sandrel
- Maurice Séveno
- Pierre Tchernia (1949-1954)
- Claude Thomas
- Claude Villedieu (1956-1959)
- Léon Zitrone (1959-1964)

### Speakerines
Les speakerines ont pour mission d'annoncer les programmes aux quelques milliers puis centaines de milliers puis quelques millions de téléspectateurs qui les regardent quotidiennement. Elles ont aussi la responsabilité de les faire patienter car les problèmes techniques ne sont pas rares dans ces premières années où les émissions sont toutes en direct. Elles interviennent depuis une petite cabine qui se trouve au studio 8 du troisième étage du Centre Alfred Lelluch, tout près de la régie finale.
- Arlette Accart (1949-1950)
- Jacqueline Caurat (1953-1964)
- Jacqueline Huet (1958-1964)
- Jacqueline Joubert (1949-1955)
- Catherine Langeais (1949-1964)
- Marianne Lecène (1956-1958)

## Diffusion
RTF Télévision est d'abord diffusée uniquement en région parisienne, à la fois par l'émetteur de télévision Telefunken 441 lignes qui émet jusqu'au 3 janvier 1956 sur la bande I VHF à la fréquence vidéo de 46 MHz et audio de 42 MHz, et par l'émetteur haute définition à 819 lignes norme E à partir du 15 décembre 1949. Ces deux émetteurs sont installés dans les sous-sols du pilier Sud de la Tour Eiffel et possèdent chacun leur antenne au sommet de la tour.
RTF Télévision voit sa zone d'émission s'étendre avec la décision du gouvernement de créer les premières stations régionales de télévision, afin de permettre aux régions urbanisées et industrielles, à proximité des frontières, de capter les signaux de télévision. Le premier relais est l'émetteur du beffroi de Lille en février 1952 (remplacé en 1958 par le nouvel émetteur de Bouvigny-Boyeffles), puis l'émetteur de Strasbourg-Lauth le 15 octobre 1953, suivi par celui de Marseille le 20 septembre 1954, celui de Lyon-Fourvière le 8 novembre 1954, l'émetteur de Caen Mont Pinçon le 14 juillet 1956, l'émetteur du Pic du Midi en août 1961, de Bordeaux le 25 janvier 1962, de Rennes en février 1963, de Nancy le 12 décembre 1963, d'Antibes-La Brague en février 1964 et par l'émetteur de Haute-Goulaine près de Nantes le 26 juin 1964. Tous ces émetteurs régionaux à forte puissance émettent généralement sur la bande III VHF en 819 lignes norme E en noir et blanc et plus rarement sur la bande I.
La chaîne exploite le canal 1 en France.